# Тактическая ролевая игра
Тактическая ролевая игра (tactical role-playing game, TRPG) — жанр компьютерных игр, сочетающий элементы компьютерных ролевых игр и компьютерных стратегических игр. Встречаются и более необычные сочетания жанров, например, включение элементов визуальной новеллы. Основной акцент игрового процесса в тактических ролевых играх сделан на принятии тактических решений во время боя. Схватки в таких играх зачастую занимают больше игрового времени, чем стратегическое планирование или диалоги. Жанр лишен четких рамок, и многие принадлежащие к нему игры могут быть отнесены к компьютерным ролевым играм или же пошаговым стратегиям.
Популярными сериями тактических ролевых игр являются разработанные в Японии серия Shining, Valkyria Chronicles, Fire Emblem, Front Mission и Disgaea; разработанная в Канаде серия Jagged Alliance; разработанная в России серия Silent Storm; разработанная в США трилогия The Banner Saga; разработанная в Великобритании серия X-Com и ее современный американский ребут XCOM.
Подобно компьютерным ролевым играм, игрок управляет группой персонажей, обладающих набором повышаемых характеристик; он обследует игровой мир, выполняет задания-квесты и вступает в бои с разного рода противниками. Сами бои, однако, имеют большее сходство с варгеймами: управляемые игроком персонажи и их противники размещаются на некоей карте с прямоугольной, изометрической или гексагональной сеткой, по которой могут передвигаться в порядке ходов, предпринимая те или иные действия. Победа в бою определяется успешностью взаимодействия персонажей и верностью принятых игроком решений по планированию боя.
Важно, что тактические бои представляют собой основную, если не единственную часть игрового процесса, а прочие его составляющие (обследование мира, мирное взаимодействие с NPC, закупки в магазинах, строительство базы) служат дополнениями к боям — проводимое в них время несопоставимо со временем, проводимым в собственно боях. Так, практически все квесты в тактических ролевых играх разрешаются прохождением цепочки боев и каких-то производимых в этих боях действий. И даже в X-Com, Phoenix Point или Xenonauts, в которых стратегический режим со строительством базы и менеджментом персонала и ресурсов крайне важен для победы, тактические бои занимают больше времени и как правило важнее для игрока, который хочет сохранить своих опытных персонажей для конечной победы в кампании.

## История
Во многих ранних западных компьютерных ролевых играх бой был предельно тактическим, как, например, в играх серии Ultima, в которой появился бой нескольких героев на поле боя, поделенном на клетки, в Ultima III: Exodus. Любители японских ролевых игр часто приписывают определение тактическая RPG к особому поджанру, сложившемуся в Японии. По их мнению, первоисточники тактических RPG сложно найти с американской стороны Тихого Океана, так как жанр развивался в Японии так стремительно.
Все тактические RPG суть потомки настольных ролевых игр, таких как Chainmail, которые в оригинале были, в основном, тактическими. Структура T/CRPG и в самом деле похожа на настольные RPG по внешности, динамике и правилам.

### 8/16-битное поколение

Геймплей Fire Emblem: Thracia 776. Карта.

Первую тактическую RPG Fire Emblem для Famicom (NES) выпустила в 1990 Nintendo. Она была разработана Intelligent Systems, создавшей впоследствии целую серию продолжений. Fire Emblem вышла в Японии и стала прообразом всего жанра, заложив основы геймплея, которые до сих пор используются в тактических RPG (другим прародителем считается Ultima III). Сочетая основные принципы консольных RPG из таких игр, как Dragon Quest, и простые элементы пошаговой стратегии, Nintendo создала хит. До выхода Fire Emblem: Rekka no Ken для Game Boy Advance многими годами спустя, игра не была официально доступна неазиатским игрокам.
Одним из первых подражателей был Langrisser от NCS/Masaya, изначально выпущенный для Sega Mega Drive/Genesis в 1991. Он был переведён для издания в США и переименован в Warsong. Серия Langrisser отличалась от Fire Emblem тем, что она использовала уникальную систему с полководцем и его войсками, вместо того чтобы концентрироваться на управлении основными персонажами. У Langrisser также было множество продолжений. Ни одна игра серии не была выпущена в Северной Америке, все они официально доступны только на японском языке.
Master of Monsters был уникальной игрой от SystemSoft. В то время как Langrisser и Fire Emblem использовали квадратную сетку поля боя, Master of Monsters первую по-настоящему гексогональную (созданную из шестиугольников) сетку поля боя. Игроки могли выбрать одного из четырёх разных лордов, после чего целью игроков была защита своих башен и областей на карте посредством создания армии призванных существ для уничтожения аналогичных армий оппонента. У этой игры был сиквел для Sony Playstation называющийся Master of Monsters: Disciples of Gaia, который увяз в неторопливом геймплее и не имел большого успеха.
Первой игрой в первой успешной и длинной серии был Super Robot Wars, вышедший для Game Boy в 1991 и, таким образом, является ещё одним примером ранней игры этого жанра.
Ещё одной тактической RPG, оказавшей влияние на жанр, является Shining Force от Sega и изданная для Sega Mega Drive/Genesis в 1992. Shining Force ввела в геймплей тактических ролевых игр ряд типичных для ролевых игр элементов — позволяя ходить по городам, разговаривать с NPC и покупать оружие.
Одна игра, вышедшая исключительно в Японии для SNES, Bahamut Lagoon (которая позже была переведена на английский командой DeJap), стала первой игрой в знаменитой серии тактических RPG от Squaresoft (Сейчас Square Enix).
В Северной Америке вышли четыре игры из серии Ogre Battle (серия игр): Ogre Battle: March of the Black Queen был выпущен для SNES; в нём больше от стратегии в реальном времени, здесь игрок создаёт несколько персонажей как в компьютерных RPG, которые двигаются по карте в реальном времени. Когда две партии встречаются, завязывается бой, вмешательство игрока в который минимизировано. Позже вышел Tactics Ogre, изначально игра для Super Famicom (японская SNES); эта игра не была выпущена за пределами Японии. Позже она была портирована на Sony PlayStation вместе с Ogre Battle: March of the Black Queen. Оба перевыпуска для Sony Playstation распространялись в Северной Америке компанией Atlus, как и Ogre Battle 64: Person of Lordly Caliber для Nintendo 64.
Tactics Ogre куда сильнее повлиял на тот вид тактических RPG, которые сегодня признаются игроками; сюда попадают такие игры как Final Fantasy Tactics и Disgaea: Hour of Darkness. Не только персонажи двигались по сетке поля боя индивидуально, но также вид был изометрическим, и очередь хода высчитывалась для каждого персонажа в отдельности. Хотя эта игра и определила путь развития жанра, она не является широко признанной среди американских игроков, так как она попала к американской публике несколькими годами спустя. Сиквел к оригинальному Tactics Ogre — Tactics Ogre: The Knight of Lodis — был позже выпущен для Game Boy Advance.

### Поколение игр для 32-битных приставок

Front Mission

В 32-битной эре было много таких знаковых RPG, как Vandal Hearts от Konami, Final Fantasy Tactics и Front Mission 3 от Square и Shining Force 3 от Sega.
Vandal Hearts была ранней игрой для Sony Playstation, которая помогла популяризовать тактические RPG в США. Она была выпущена Konami, в ней была изометрическая 3D-карта, которую игрок мог вращать. Затем был выпущен сиквел, также для Sony Playstation, и Konami анонсировала, что разрабатывается третья игра серии для Nintendo DS.

Silent Storm для PC

Final Fantasy Tactics, хотя это и может быть оспорено, сделал больше всего для того, чтобы тактические RPG попали в США. Будучи разработанным бывшими сотрудниками Quest, разработчика, ответственного за серию Ogre Battle, эта игра соединяла многие элементы серии Final Fantasy со стилем геймплея Tactics Ogre.

## Тактические RPG наPC
Хотя на PC жанр представлен значительно меньшим количеством игр, чем на игровых консолях, он не является для этой платформы столь уж экзотическим. Примерами TRPG для персонального компьютера могут быть названы серии игр X-COM, Jagged Alliance и Silent Storm. Для тактических ролевых игр на PC допустимо меньшее внимание отношениям между персонажами (как, например, в X-Com, где ценность бойца не в том, какая он личность, но в первую очередь, в его боевых навыках и опыте) и большее - ролевой (с выбором пути развития, активных и пассивных умений) и тактической составляющим.
- Серия Rebelstar (1984—1988) и Laser Squad (1988), разработанные геймдизайнерами братьями Голлопами, являлись предшественниками более популярной серии X-COM. Они были лишены характерных для X-COM экономических элементов и составляющих глобальной стратегии.
- X-COM: UFO Defense (1994), породившая одноимённую серию, совмещает элементы глобальной стратегии и тактической ролевой игры.
- Jagged Alliance (1994) получила огромную популярность и породила одноимённую серию, одним из самых значимых событий которой стала Jagged Alliance 2 (1999). Помимо важной экономико-стратегической составляющей отличается уникальными характерами бойцов.
- Incubation: Time Is Running Out (1997) была одной из первых тактических игр в трёхмерной графике.
- Vantage Master (1997), разработанная японской компанией Nihon Falcom, не выпускалась за пределами Восточной Азии.
- Gorky 17 (1999, в США издавалась под названием Odium) была разработана польской компанией Metropolis Software и в дальнейшем продолжена двумя играми в жанре шутеров от третьего лица.
- Fallout Tactics: Brotherhood of Steel (2001) была необычным по жанру спин-оффом в серии Fallout. Её действие происходило в центральных штатах разрушенных ядерной войной США.
- Shadow Watch (2000), несмотря на необычную тактическую систему (очки действий получались совершением самих различных действий), стала коммерческим провалом.
- Freedom Force (2002) и её сиквел Freedom Force vs. the Third Reich (2005) посвящены приключениям команды супергероев в мире, напоминающем вселенную Marvel.
- Soldiers of Anarchy (2002) представляет собой тактическую ролевую игру в реальном времени, где игрок управляет отрядом наёмников.
- Игры из серии UFO — UFO: Aftermath (2003), UFO: Aftershock (2005) и UFO: Afterlight (2007), хотя и являются идейными наследниками серии X-COM, практически лишены стратегической и экономической составляющих и вполне могут называться тактическими ролевыми играми.
- Код доступа: Рай (2002) и её продолжение Власть закона (2004) были разработаны в России. Действие в них происходит в киберпанковском мире будущего. Авторы позиционировали первую игру как тактическую стратегию, а вторую - как RPG, хотя на деле сиквел представлял собой серию боев на отдельных картах, в то время как Код доступа: Рай давал возможность свободно перемещаться по миру игры.
- Операция Silent Storm (2003), также разработанная в России, и её прямое и идейное продолжения соответственно — Операция Silent Storm: Часовые (2004) и Серп и молот (2005) — стали яркими представителями тактических ролевых игр, посвященных Второй мировой войне (с некоторыми фантастическими допущениями).
- The Battle for Wesnoth (2003) является пошаговой стратегией с открытым кодом. Она содержит весьма значительные ролевые элементы и с некоторыми оговорками может быть названа тактической ролевой игрой.
- Metalheart: Восстание репликантов (2004) представляет собой тактическую ролевую игру в постапокалиптическом мире; она получила очень низкие оценки критики.
- Shadow Vault (2004), разработанная в Словакии, также была подвергнута в европейской и американской прессе критическому разгрому.
- Ночной дозор (2005) и её сиквел Дневной дозор (2006) являются тактическими ролевыми играми, действие которых происходит в фантастической вселенной «Дозоров».
- Разработанные российской компанией Apeiron тактические ролевые игры «Бригада Е5: Новый альянс» (2005) и «7,62» в известной степени копируют механику серии Jagged Alliance.
- ДЖАЗ: Работа по найму (2007) разрабатывалась как очередная игра в серии Jagged Alliance, но из-за разрыва разработчиков с правообладателем вышла как отдельная, не относящаяся к этой серии игра.

## Сравнение с традиционнымиRPG
Тактические RPG имеют несколько отличий от традиционных.
- Тактические RPG склонны представлять более массовые битвы, нежели обычные RPG. В типичной компьютерной RPG игрок контролирует либо одного персонажа, либо партию из шести и менее, сражаясь против группы монстров или вражеских персонажей аналогичной численности. Тактические RPG более открыты, и в них часто случаются битвы между шестью героями и восемью или более управляемыми компьютером противниками. В Ogre Battle: March of the Black Queen игрок мог управлять несколькими партиями, в каждой из которых могло быть до пяти персонажей, таким образом позволяя случаться битвам между двумя армиями, в каждой из которых по 25 персонажей или больше. В недавних играх серии Super Robot Wars представлена система взводов, которая позволяет игроку группировать юниты в полки; в последней миссии Alpha 2 теоретически возможны 76 юнитов игрока на карте. RPG на PC в этом плане тоже разнообразны. X-COM 3 позволяет разделять агентов на группы.[источник не указан 1715 дней]
- В типичной консольной RPG, бой происходит на статичном экране и не даёт простора для манёвра, изменения позиций, захода с фланга и т. д. В тактических RPG бой происходит на карте, обычно изометрической и поделенной на клетки (и она напоминает шахматную доску ), по которой персонажи могут двигаться. Каждая клетка обычно представляет какой-то тип местности и имеет атрибуты вроде относительной высоты, типа магической энергии, сложности передвижения через неё, и т. д. Так, через отвесную стену может быть трудно пробраться, в то время как в замке могут быть ступеньки. Направление атаки часто влияет на повреждение и точность (так, в Hoshigami: Ruining Blue Earth, атака с тыла буквально в сто раз сильнее). Иначе говоря, правильное маневрирование крайне важно в тактических RPG, в то время как значение манёвров в стандартной консольной RPG часто полностью отсутствует.
- Обычно, битвы в консольных RPG, в зависимости от игры, либо пошаговые (большинство Dragon Quests, Final Fantasy X), либо в реальном времени (серия Tales of …, Star Ocean). Тактические RPG же, в основном, пошаговые, чтобы позволить игроку оценить сложность и планировать свои стратегии. В некоторых тактических RPG есть элемент реального времени, как в Ogre Battle: March of the Black Queen.
- Некоторые обычные RPG сняли акцент на класс персонажа (Final Fantasy IX), и не дают большой гибкости относительно боевой роли каждого персонажа. Целители всегда будут целителями, бойцы — бойцами, например. Тактические RPG напротив склонны предоставлять намного больше свободы, позволяя игроку выбирать класс каждого персонажа и даже предоставляют систему, согласно которой классы изменяются в ходе игры. Несколько веховых тактических RPG, включая Final Fantasy Tactics, дают игроку возможность выбирать способности из разных классов, в которых персонаж получал уровни, вместо того, чтобы ограничивать выбор только текущим классом персонажа. Это позволяет игроку создавать солдат-гибридов, которые искусны сразу в нескольких областях.[источник не указан 1715 дней]

## Сравнение спошаговыми стратегиями
- В обоих жанрах игровая среда (или карта) разделена сеткой на клетки, гексы или не разделена, если игра полностью трёхмерная.[источник не указан 1715 дней]
- В обоих жанрах, как правило, разрешено только одно действие в ход, исключая передвижение юнита. Как только действие выполняется ход юнита считается законченным. Исключения: Dofus, Hoshigami: Ruining Blue Earth.
- В обоих жанрах, как правило, есть две фазы (или хода) за раунд: фаза (ход) игрока и фаза (ход) врага. Во время каждой из них, юниты одной команды способны двигаться и атаковать юнитов враждебной команды. Фаза заканчивается, когда все юниты исполнят по действию. Final Fantasy Tactics и Shining Force позволяют передвигать только одного персонажа за раз, а в Vandal Hearts 2 обе фазы выполняются единовременно.
- В обоих жанрах юниты могут передвинуться только на ограниченное расстояние и атаковать врагов в пределах определённого радиуса.
- В обоих жанрах юниты, как правило, разделены на классы с особыми сильными и слабыми сторонами. Исключение: серия Front Mission.
- В тактических RPG первые три понятия из 4X/4Р (Expand, Explore, Exploit — Расширяй, Разведывай, Развивай) избегаются ради большего акцента на битвах (Exterminate, либо Разрушай). Во многих стратегических играх есть отдельный тактический элемент для определения исхода боев, хотя они обычно бывают в намного большем масштабе, нежели в исключительно тактических играх.
- Система тактических RPG осуществляет статистику персонажа с такими параметрами как: очки жизни (хит-пойнты, HP), очки магии (мана, MP или, в некоторых случаях, SP), атака, защита, скорость и точность, которые могут варьироваться от персонажа к персонажу. Атаки могут также иметь свойства стихий, которые наделяют сильными и/или слабыми сторонами в таких областях как дробящие, колющие или тепловые повреждения.
- В тактических RPG параметры индивидуальных юнитов динамичны, постоянно улучшаются с ростом опыта. В некоторых представителях жанра (Volfoss, Dofus) игрок сам может управлять этим процессом.
- В пошаговых стратегиях обычно больше юнитов на поле боя.[источник не указан 1715 дней]

## Сопоставление западных и восточных тактических RPG
В первую очередь под «западными» играми понимаются игры, разработанные в США, а под «восточными» — разработанные в Японии.
- Восточные тактические ролевые игры обычно используют фэнтезийную тематику «мечей и магии» или гибридный, сочетающий фэнтезийные и научно-фантастические элементы мир, в то время как в западных TRPG чаще «реалистическая», приближенная к современности военная тематика.[источник не указан 1715 дней]
- Большинство восточных TRPG было разработано для игровых консолей, в то время как практически все существующие западные TRPG были разработаны для PC.
- Восточные TRPG чаще относительно линейны и привержены определенному сюжету, в то время как западные более открыты и редко содержат жесткие сюжетные рамки.
- Для восточных TRPG характерна подача связывающего бои сюжета через сюжетные сцены и диалоги персонажей, иногда довольно объемные и продолжительные. Западные тактические RPG чаще ограничиваются брифингами между боями.
- В западных TRPG часто есть карта мира с секторами, через которые можно путешествовать в достаточно произвольной последовательности.
- В западных TRPG на поле боя обычно существенно больше нейтральных объектов (не принадлежащих ни игроку, ни противнику), с которыми можно взаимодействовать — например, уничтожать.[источник не указан 1715 дней]

## Выдающиеся игровые компании
- Atlus[источник не указан 1715 дней]
- Konami
- Microprose
- Nintendo
- Nippon Ichi
- Nival
- Sega
- Square Enix
- Working Designs
- Namco[источник не указан 1715 дней]